# ديريك لامبي
ديريك لامبي (بالإنجليزية: Derek Lambie)‏ هو صحفي بريطاني، ولد في 10 ديسمبر 1975.